# Meteorus laevigatus
Meteorus laevigatus är en stekelart som beskrevs av Trevor Huddleston 1983. Meteorus laevigatus ingår i släktet Meteorus och familjen bracksteklar. Inga underarter finns listade i Catalogue of Life.